# Дронго широкохвостий
Дронго широкохвостий (Dicrurus andamanensis) — вид горобцеподібних птахів родини дронгових (Dicruridae).

## Поширення
Ендемік Андаманських островів. Поширений по всьому архіпелагу, включаючи Кокосові острови, що належать М'янмі. Мешкає у первинних та вторинних низовинних тропічних лісах та мусонних лісах.

## Опис
Птах завдовжки 28—35 см. Це птах з міцною і стрункою зовнішністю, великою округлою головою, конусоподібним і міцним дзьобом, досить довгим, широким і злегка зігнутим донизу, із зачепленим кінчиком, короткими ногами, довгими крилами і досить довгим і роздвоєним хвостом. Оперення глянцево-чорне з наявністю блакитних відтінків на крилах та на хвості, а в спинній області та на потилиці є металеві відблиски зеленого кольору. Дзьоб і ноги чорнуватого кольору, очі темно-карі.

## Спосіб життя
Трапляється парами або поодинці. Харчується комахами, їх личинками та іншими безхребетними, які знаходяться на землі, в польоті або серед гілок та листя дерев та кущів. Також поїдає дрібних хребетних, зерно, ягоди, нектар. Моногамні птахи, які розмножуються з початку квітня до другої половини травня. Обидва партнери співпрацюють у будівництві гнізда, висиджуванні яєць та батьківському піклуванні. Чашоподібне гніздо будує серед гілок дерев. У гнізді 2-4 яєць. Пташенята залишають гніздо приблизно на трьох тижнях життя, але самостійними стають лише через місяць.

## Підвиди
- Dicrurus andamanensis dicruriformis (Hume, 1873) - Кокосові острови (М'янма) та Північний Андаман;
- Dicrurus andamanensis andamanensis Beavan, 1867 - Південний Андаман.